# Bautista Saavedra (president)
Bautista Saavedra Mallea (Sorata, 30 augustus 1870 - 1 mei 1939)  was een Boliviaanse advocaat en politicus die van 1921 tot 1925 de 29e president van Bolivia was. Daarvoor maakte hij deel uit van een regerende junta van 1920 tot 1921.
Als leider van de opstandige Republikeinse Partij was hij de aanzet tot en leidde hij de staatsgreep van 1920 tegen de regerende Liberale Partij van president José Gutiérrez Guerra. Hij had een turbulente periode, aangezien zijn partij bijna onmiddellijk na de coup uiteenviel, waarbij een groot deel ervan de Partido Republicano-Genuino (Echte Republikeinse partij) vormde. In wezen was de splitsing te wijten aan verzet tegen de grotendeels personalistische, gecentraliseerde en caudillo-achtige bestuursstijl van Saavedra. Hij verdreef snel de meeste topleiders van de Genuino-partij uit het land en maakte vaak gebruik van buitenconstitutionele middelen om aan de macht te blijven.
Saavedra kon zich in 1925 niet herkiesbaar stellen, daardoor probeerde hij een opvolger te vinden, zodat hij uit naam van hem door kon regeren. Zijn eerste keuze, Gabino Villanueva, was niet plooibaar genoeg naar de zin van de president, en Saavedra annuleerde de verkiezingen van 1925 om technische redenen. Landelijke protesten tegen deze transparante poging om de verkiezingen te manipuleren en Saavedra's ambtstermijn te verlengen, dwongen de president om af te treden en liet in zijn plaats Felipe Segundo Guzmán, de voorzitter van de Senaat, achter. De laatste, duidelijk een "Saavedra's man", riep verkiezingen uit voor 1926.
Saavedra hernieuwde dus zijn zoektocht om de ideale volmachtkandidaat te vinden om door te regeren. Hij vond de perfecte man in Hernando Siles, die samen met Bautista Saavedra's eigen broer, Abdón Saavedra, meedeed aan de verkiezingen als zijn vice-presidentiële running mate. Hierdoor kon de bemoeizuchtige voormalige president de touwtjes van de Boliviaanse regering blijven besturen - althans dat dacht hij, want president Siles werd uiteindelijk genoeg van Saavedra's hardhandige bemoeienis en verbannen hem samen met zijn broer (zijn eigen vice-president).
Saavedra bleef daarna een invloedrijke politieke leider, maar keerde nooit meer aan de macht, vooral sinds zijn aartsrivalen van de Partido Republicano Genuino eindelijk aan de macht kwamen in 1930. Hij stierf terwijl hij op 1 mei 1939 in Chili verbannen was.
De provincie Bautista Saavedra is vernoemd naar deze voormalige president. De hoofdstad is Charazani.